# Марченко, Евгений Владимирович
Евгений Владимирович Марченко (род. 23 мая 1967) — российский управленец, политик. Генеральный директор радиовещательного холдинга «Krutoy Media» с 15 мая 2020 по 21 мая 2024 года.
Депутат Государственной Думы третьего созыва (1999—2003).

## Биография
В 1991 года окончил Московский автомобильно-дорожный институт (МАДИ). В 1996 году получил степень кандидата юридических наук в Санкт-Петербургском институте МВД России. В 2000 году окончил Финансовую академию при Правительстве РФ по специальности «Финансы и кредит».
19 декабря 1999 года был избран депутатом Государственной Думы Федерального Собрания Российской Федерации третьего созыва по федеральному списку партии КПРФ.
С 2018 года генеральный директор радиостанции «Радио Шансон». С 15 мая 2020 по 21 мая 2024 года — генеральный директор радиовещательного холдинга «Krutoy Media».